# Вовчий Яр (Ізюмський район)
Во́вчий Яр — село в Україні, у Балаклійському районі Харківської області. Населення становить 80 осіб. До 2020 орган місцевого самоврядування — Яковенківська сільська рада.

## Географія
Село Вовчий Яр знаходиться на річці Вовчий Яр, недалеко від її впадання в річку Крайня Балаклійка.

## Історія
За даними на 1864 рік у казеному селі Борисоглібської волості Зміївського повіту мешкало 845 осіб (382 чоловічої статі та 463 — жіночої), налічувалось 159 дворових господарств, існувала православна церква.
Станом на 1914 рік кількість мешканців зросла до 1 745 осіб.
Під час організованого радянською владою Голодомору 1932—1933 років померло щонайменше 216 жителів села.
12 червня 2020 року, відповідно до Розпорядження Кабінету Міністрів України  № 725-р «Про визначення адміністративних центрів та затвердження територій територіальних громад Харківської області», увійшло до складу Балаклійської міської територіальної громади.
19 липня 2020 року, в результаті адміністративно-територіальної реформи та ліквідації Балаклійського району, село увійшло до складу новоутвореного Ізюмського району.

## Економіка
В селі дві молочно-товарні ферми.

## Відомі люди
Уродженкою села є Нечепорчукова Мотрона Семенівна (1924—2017) — повний кавалер ордена Слави.